# 美嚢郡
- 令制国一覧 > 山陽道 > 播磨国 > 美嚢郡
- 日本 > 近畿地方 > 兵庫県 > 美嚢郡

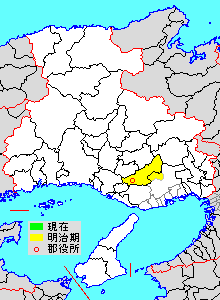
兵庫県美囊郡の位置

美囊郡（みのうぐん）は、兵庫県（播磨国）にあった郡。

## 郡域
1879年（明治12年）に行政区画として発足した当時の郡域は、下記の区域にあたる。
- 三木市の全域
- 神戸市北区の一部（淡河町各町）

## 歴史
地名の由来は履中天皇が志深（志染）を訪れた際に「川の流れ（水流＝みながれ）が大変美しい」と言ったことから「みなぎ」と名付けられた（『播磨国風土記』）とも、神功皇后が君が峰で休憩した際、地元から壺に入れた酒を献上したことから美壺（みつぼ）が変じて美囊（みのう）となったとも伝えられている。近世までは「みなぎ」と呼ばれた。

### 近世以降の沿革
- 「旧高旧領取調帳」に記載されている明治初年時点での支配は以下の通り。●は村内に寺社領が、○は寺社除地[1]が存在。幕府領は谷町代官所が管轄。（2町147村）

| 知行         | 知行               | 村数     | 村名 |
| ------------ | ------------------ | -------- | --- |
| 幕府領       | 幕府領             | 11村     | ○脇川村、○西山村、○吉祥寺、奈良井村、沖村新田、○小屋寺村、○宮村、野呂谷新田村、山口新田村、武士山新田、近藤新田 |
| 幕府領       | 旗本領             | 11村     | ○下石野村、○中石野村、●○正法寺村、○跡部村、○西中村、興治新田、門前村、古市村、山崎村、熊谷村、畑枝村 |
| 幕府領       | 京都守護職役知     | 4村      | 行力村、○桃坂村、●蓮花寺、○志殿村 |
| 幕府領       | 幕府領・旗本領     | 9村      | ○上石野村、○花尻村、○西這田村、○東這田村、○高木村、和田村、○大村、○平田村、○加佐村 |
| 幕府領       | 旗本領・京都守護職 | 1村      | ○東中村 |
| 藩領         | 播磨明石藩         | 1町 70村 | 長屋村、●○久留美村、○西村、○細川中村、○平井村、○与呂木村、○安福田村、志染中村、○吉田村（現・三木市志染町吉田）、宿原村、上和田村、●○四合谷村、高男寺村、池野村、上村、○井上村、●大谷山村、鍛冶分村、谷口村、上芝原村、下芝原村、増田村、○佐野村、金屋村、○法輪寺、原坂村、下南村、上南村、大戸田村、三津田村、小戸田村、西下村、○東下村、入野村、荻谷村、小二谷村、下渡瀬村、上渡瀬村、●法光寺、湯谷村、大二谷村、○中村、○淡河町、南萩原村、北萩原村、木津村、行原村、北畑村（現・神戸市）、南僧尾村、北僧尾村、西畑村、●石峰寺村、東畑村（現・神戸市）、中山村、撫石村、野瀬村、神田村、箱木村、箕畑村、貸潮村、鍛冶屋村、大畑村、南大沢村、竹原村、桃尾村、吉谷村、古川村、有安村、福井村、小林新田、広野新開 |
| 藩領         | 下野壬生藩         | 21村     | 大柿村、桃津村、馬場村、桾原村、南畑村、大殿林村、里脇村、山上村、栃谷村、早田村、東畑村（現・三木市）、宮脇村、毘沙門村、市野瀬村、実楽村、上中村、吉田村（現・三木市吉川町前田）、脇田村、西浦村、上荒川村、笹原村 |
| 藩領         | 下総古河藩         | 5村      | ○槙村、上松村、奥畑村、永門前村、北大門村 |
| 藩領         | 遠江浜松藩         | 5村      | ○東村、田谷村、○保木村、○善祥寺村、久次村 |
| 藩領         | 播磨三草藩         | 3村      | ○北畑村（現・三木市）、奥谷村、沖村 |
| 藩領         | 明石藩・壬生藩     | 1村      | 西大沢村 |
| 藩領         | 壬生藩・浜松藩     | 1村      | ○中島村 |
| 幕府領・藩領 | 幕府領・壬生藩     | 1村      | 高篠村 |
| 幕府領・藩領 | 幕府領・古河藩     | 1村      | ○鳥町村 |
| 幕府領・藩領 | 幕府領・浜松藩     | 1村      | ○長谷村 |
| 幕府領・藩領 | 旗本領・明石藩     | 1町      | ●○三木町 |
| 幕府領・藩領 | 旗本領・壬生藩     | 2村      | 安場村、二瀬川村 |

- 慶応4年
  - 2月2日（1868年2月24日） - 幕府領・京都守護職役知・旗本領の一部（久留氏知行の門前村・古市村・山崎村・熊谷村・畑枝村・安場村・二瀬川村）が兵庫裁判所の管轄となる。
  - 5月23日（1868年7月12日） - 兵庫裁判所の管轄地域が兵庫県の管轄となる。
- 明治元年
  - 9月23日（1868年11月7日） - 遠江浜松藩が上総鶴舞藩に転封。
- 明治2年（1869年） - 旗本領の残部（一柳氏知行）が兵庫県の管轄となる。
- 明治初年（2町147村）
  - 高篠村の一部（高篠新田）が分立して高畑村となる。
  - 佐野村・大柿村が合併して豊地村となる。
- 明治3年（1870年）（2町145村）
  - 中石野村・上石野村が合併して石野村となる。
  - 行力村が桃坂村に合併。
- 明治4年
  - 7月14日（1871年8月29日） - 廃藩置県により、藩領が明石県、壬生県、古河県、鶴舞県、三草県の管轄となる。
  - 11月2日（1871年12月13日） - 第1次府県統合により、全域が姫路県の管轄となる。
  - 11月9日（1871年12月20日） - 飾磨県の管轄となる。
- 明治5年（1872年） - 下記の各村の統合が行われる。（2町124村）

- 豊岡村 ← 奈良井村、沖村新田、沖村
- 福吉村 ← 小屋寺村、門前村
- 垂穂村 ← 鍛冶分村、谷口村、上芝原村、下芝原村、法輪寺
- 中里村 ← 原坂村、下南村、荻谷村
- 瑞穂村 ← 上南村、入野村、小二谷村、大二谷村
- 渡瀬村 ← 下渡瀬村、上渡瀬村
- 西奥村 ← 西畑村、奥畑村
- 米田村 ← 箱木村、箕畑村

- 大沢村 ← 南大沢村、西大沢村
- 稲田村 ← 竹原村、宮脇村
- 金会村 ← 桃尾村、二瀬川村
- 吉安村 ← 吉谷村、安場村
- 楠原村 ← 早田村、永門前村
- 水上村 ← 栃谷村、北大門村
- 東畑村（現・三木市）が改称して東田村となる。

- 明治9年（1876年）（2町116村）
  - 8月21日 - 第2次府県統合により兵庫県の管轄となる。
  - 志殿村・北畑村（現・三木市）が合併して殿畑村となる。
  - 上和田村・四合谷村が合併して細目村となる。
  - 高男寺村・池野村が合併して窟屋村となる。
  - 上村・大谷山村が合併して御坂村となる。
  - 大戸田村・小戸田村が合併して戸田村となる。
  - 西山村が久次村に、大殿林村・中島村が大島村にそれぞれ合併。
- 明治12年（1879年）（2町107村）
  - 1月8日 - 郡区町村編制法の兵庫県での施行により、行政区画としての美囊郡が発足。郡役所が三木町に設置。
  - 西下村・東下村が合併して下村となる。
  - 南萩原村・北萩原村が合併して萩原村となる。
  - 石峰寺村・撫石村が合併して神影村となる。
  - 中村が淡河町に合併。
- 明治16年（1883年）（2町111村）
  - 野呂谷新田村・武士山新田が合併して新田村となる。
  - 山口新田村・山崎村・熊谷村・西浦村が合併して富岡村となる。
  - 宮村・吉田村（現・三木市吉川町前田）・脇田村が合併して前田村となる。

### 町村制以降の沿革

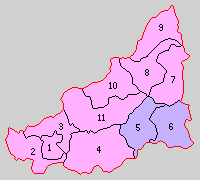
1.三木町 2.別所村 3.久留美村 4.志染村 5.淡河村 6.上淡河村 7.奥吉川村 8.中吉川村 9.北谷村 10.口吉川村 11.細川村（紫：神戸市 桃：三木市）

- 明治22年（1889年）4月1日 - 町村制の施行により、以下の町村が発足。特記以外は全域が現・三木市。（1町10村）
  - 三木町（単独町制[11]）
  - 別所村 ← 小林新田、興治新田、高木村、東這田村、西這田村、花尻村、石野村、下石野村、正法寺村、和田村、近藤新田
  - 久留美村 ← 鳥町村、大村、平田村、加佐村、跡部村、久留美村、平井村、長屋村、宿原村、与呂木村
  - 志染村 ← 吉田村、細目村、安福田村、窟屋村、志染中村、井上村、御坂村、三津田村、戸田村、広野新開
  - 淡河村 ← 下村、淡河町、萩原村、木津村、南僧尾村、北僧尾村（現・神戸市北区）
  - 上淡河村 ← 行原村、東畑村、北畑村、中山村、野瀬村、神田村、神影村（現・神戸市北区）
  - 奥吉川村 ← 稲田村、奥谷村、市野瀬村、金会村、福吉村、豊岡村、東田村、楠原村、水上村、毘沙門村
  - 中吉川村 ← 上松村、長谷村、田谷村、湯谷村、法光寺、山上村、渡瀬村、米田村、貸潮村、鍛冶屋村、大沢村、大畑村、吉安村、西奥村
  - 北谷村 ← 上中村、富岡村、古市村、有安村、実楽村、福井村、畑枝村、上荒川村、新田村、古川村、前田村
  - 口吉川村 ← 桃坂村、蓮花寺、西中村、東中村、馬場村、東村、保木村、桾原村、殿畑村、南畑村、善祥寺村、久次村、里脇村、大島村、笹原村、槇村、吉祥寺
  - 細川村 ← 脇川村、豊地村、金屋村、高篠村、桃津村、増田村、垂穂村、中里村、瑞穂村、高畑村、西村、細川中村
- 明治29年（1896年）7月1日 - 郡制を施行。
- 大正12年（1923年）4月1日 - 郡会が廃止。郡役所は存続。
- 大正15年（1926年）7月1日 - 郡役所が廃止。以降は地域区分名称となる。
- 昭和26年（1951年）3月15日 -  三木町が久留美村を編入。（1町9村）
- 昭和29年（1954年）
  - 6月1日 - 三木町・口吉川村・別所村・細川村が合併して三木市が発足し、郡より離脱。（6村）
  - 7月1日 - 志染村が三木市と合併し、改めて三木市が発足、郡より離脱。（5村）
- 昭和30年（1955年）7月1日 - 奥吉川村・中吉川村・北谷村が合併して吉川町が発足。（1町2村）
- 昭和32年（1957年）7月1日 - 淡河村・上淡河村が合併し、改めて淡河村が発足。（1町1村）
- 昭和33年（1958年）2月1日 - 淡河村が神戸市（兵庫区）に編入。（1町）
- 平成17年（2005年）10月24日 - 吉川町が三木市に編入。同日美囊郡消滅。

### 変遷表
| 明治22年以前 | 明治22年 - 昭和19年          | 昭和20年 - 昭和29年   | 昭和20年 - 昭和29年   | 昭和30年 - 昭和39年               | 昭和30年 - 昭和39年                 | 昭和40年 - 昭和64年           | 平成1年 - 現在 | 現在   |
| ------------ | ---------------------------- | --------------------- | --------------------- | --------------------------------- | ----------------------------------- | ----------------------------- | -------------- | ------ |
|              | 三木町                       | 三木町                | 昭和29年6月1日 三木市 | 三木市                            | 三木市                              | 三木市                        | 三木市         | 三木市 |
| 久留美村     | 昭和26年3月15日 三木町に編入 |                       | 昭和29年6月1日 三木市 | 三木市                            | 三木市                              | 三木市                        | 三木市         | 三木市 |
| 口吉川村     | 口吉川村                     |                       | 昭和29年6月1日 三木市 | 三木市                            | 三木市                              | 三木市                        | 三木市         | 三木市 |
| 別所村       | 別所村                       |                       | 昭和29年6月1日 三木市 | 三木市                            | 三木市                              | 三木市                        | 三木市         | 三木市 |
| 細川村       | 細川村                       |                       | 昭和29年6月1日 三木市 | 三木市                            | 三木市                              | 三木市                        | 三木市         | 三木市 |
| 志染村       | 志染村                       | 昭和29年7月1日 三木市 |                       | 三木市                            | 三木市                              | 三木市                        | 三木市         | 三木市 |
| 奥吉川村     | 奥吉川村                     | 奥吉川村              | 昭和30年7月1日 吉川町 | 昭和30年7月1日 吉川町             | 吉川町                              | 平成17年10月24日 三木市に編入 |                | 三木市 |
| 中吉川村     | 中吉川村                     | 中吉川村              | 昭和30年7月1日 吉川町 | 昭和30年7月1日 吉川町             | 吉川町                              | 平成17年10月24日 三木市に編入 |                | 三木市 |
| 北谷村       | 北谷村                       | 北谷村                | 昭和30年7月1日 吉川町 | 昭和30年7月1日 吉川町             | 吉川町                              | 平成17年10月24日 三木市に編入 |                | 三木市 |
| 淡河村       | 淡河村                       | 淡河村                | 昭和32年7月1日 淡河村 | 昭和33年2月1日 神戸市兵庫区に編入 | 昭和48年8月1日 神戸市北区を分区新設 | 神戸市北区                    | 神戸市         |        |
| 上淡河村     | 上淡河村                     | 上淡河村              | 昭和32年7月1日 淡河村 | 昭和33年2月1日 神戸市兵庫区に編入 | 昭和48年8月1日 神戸市北区を分区新設 | 神戸市北区                    | 神戸市         |        |

## 行政
歴代郡長
| 代 | 氏名 | 就任年月日               | 退任年月日                | 備考                   |
| -- | ---- | ------------------------ | ------------------------- | ---------------------- |
| 1  |      | 明治12年（1879年）1月8日 |                           |                        |
|    |      |                          | 大正15年（1926年）6月30日 | 郡役所廃止により、廃官 |